# New Oxford Dictionary of English
L’Oxford Dictionary of English precedentemente "The New Oxford Dictionary of English" (NODE), è un dizionario di lingua inglese in volume singolo, pubblicato la prima volta nel 1998 da Oxford University Press. Questo dizionario non è basato sull’Oxford English Dictionary e non deve essere scambiato per una versione nuova o aggiornata di OED. È un dizionario completamente nuovo, che si sforza di rappresentare più fedelmente possibile l’uso corrente delle parole inglesi.
L’edizione 2005 conteneva 355.000 parole, frasi, e definizioni, compresi i riferimenti biografici e migliaia di voci enciclopediche. Una terza edizione è stata pubblicata in agosto 2010, con alcune parole nuove aggiunte, incluso "vuvuzela."
Attualmente è il più grande dizionario inglese in singolo volume pubblicato da Oxford University Press.

## Principi e pratiche editoriali
Il primo redattore, Judy Pearsall, ha scritto nell’introduzione che si basa su una comprensione moderna della lingua e deriva da un corpus linguistico inglese contemporaneo. Ad esempio, i redattori non scoraggiarono lo split infinitives, ma invece giustificarono il loro uso in alcuni contesti. Il dizionario è basato sui corpi di testi come il British National Corpus e il database di citazioni del programma dell’Università di Oxford Oxford Reading Programme.
Il dizionario "vede la lingua dal punto di vista che l’inglese è la lingua franca del mondo". Una rete di consulenti forniscono un’ampia copertura dell’inglese parlato dagli USA ai Caraibi e la Nuova Zelanda.
Una decisione più insolita era di omettere la pronuncia di parole comuni, di tutti i giorni, contrariamente alla pratica di dizionari più grandi. L’alfabeto fonetico internazionale (IPA) viene utilizzato per quella pronuncia dell’inglese che a sua volta è basata sulla Received Pronunciation.